# Yarí
Yarí – rzeka w Kolumbii w dorzeczu Amazonki. Jej źródła znajdują się na sawannowym obszarze Llanos del Yarí na południe od Kordyliery Wschodniej. Jej długość wynosi ok. 480 km. Uchodzi do rzeki Caquetá.